# Witraże w kościele św. Jana Bosko w Poznaniu

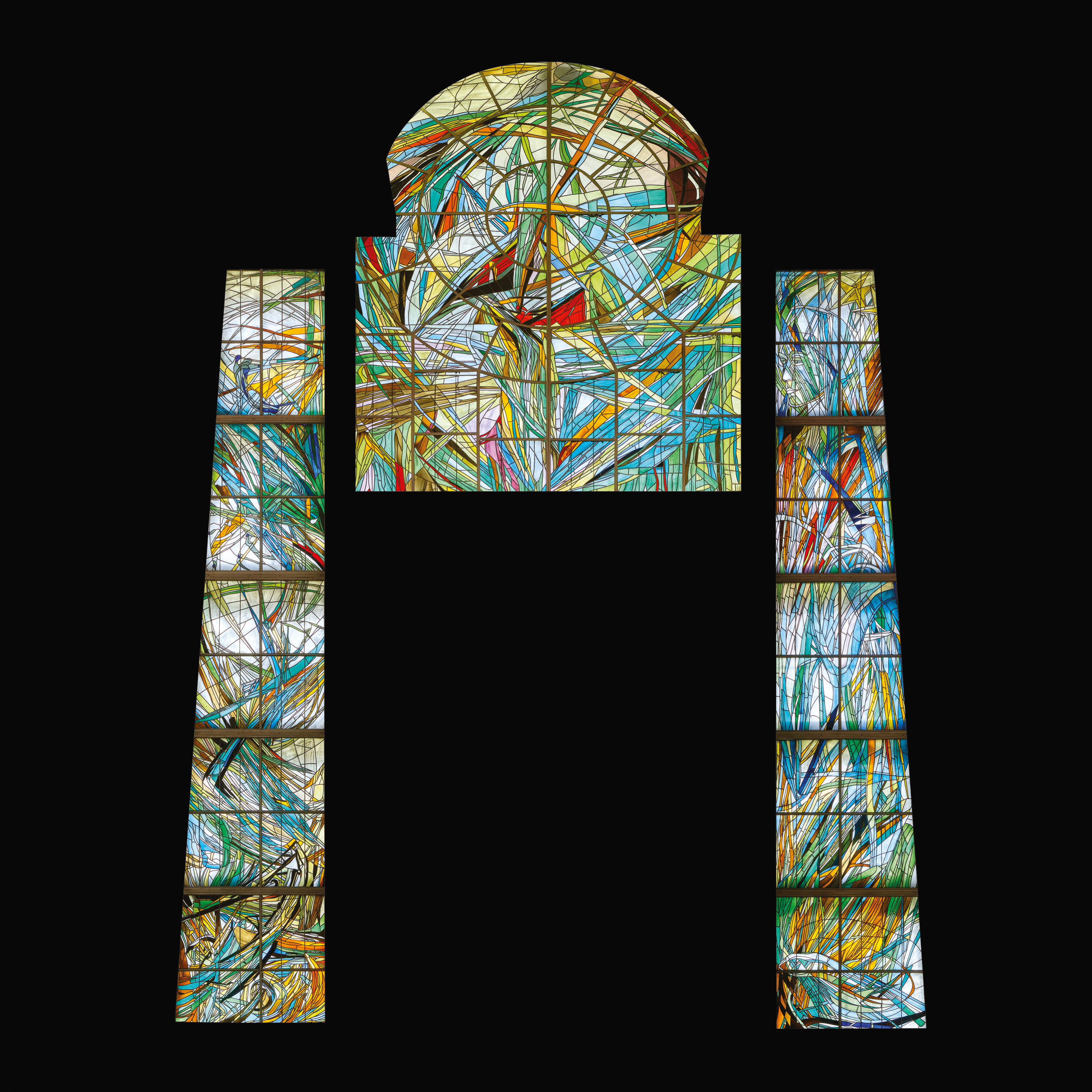
Witraż I. 2021. Kościół św. Jana Bosko, ul. Warzywna 17. Poznań

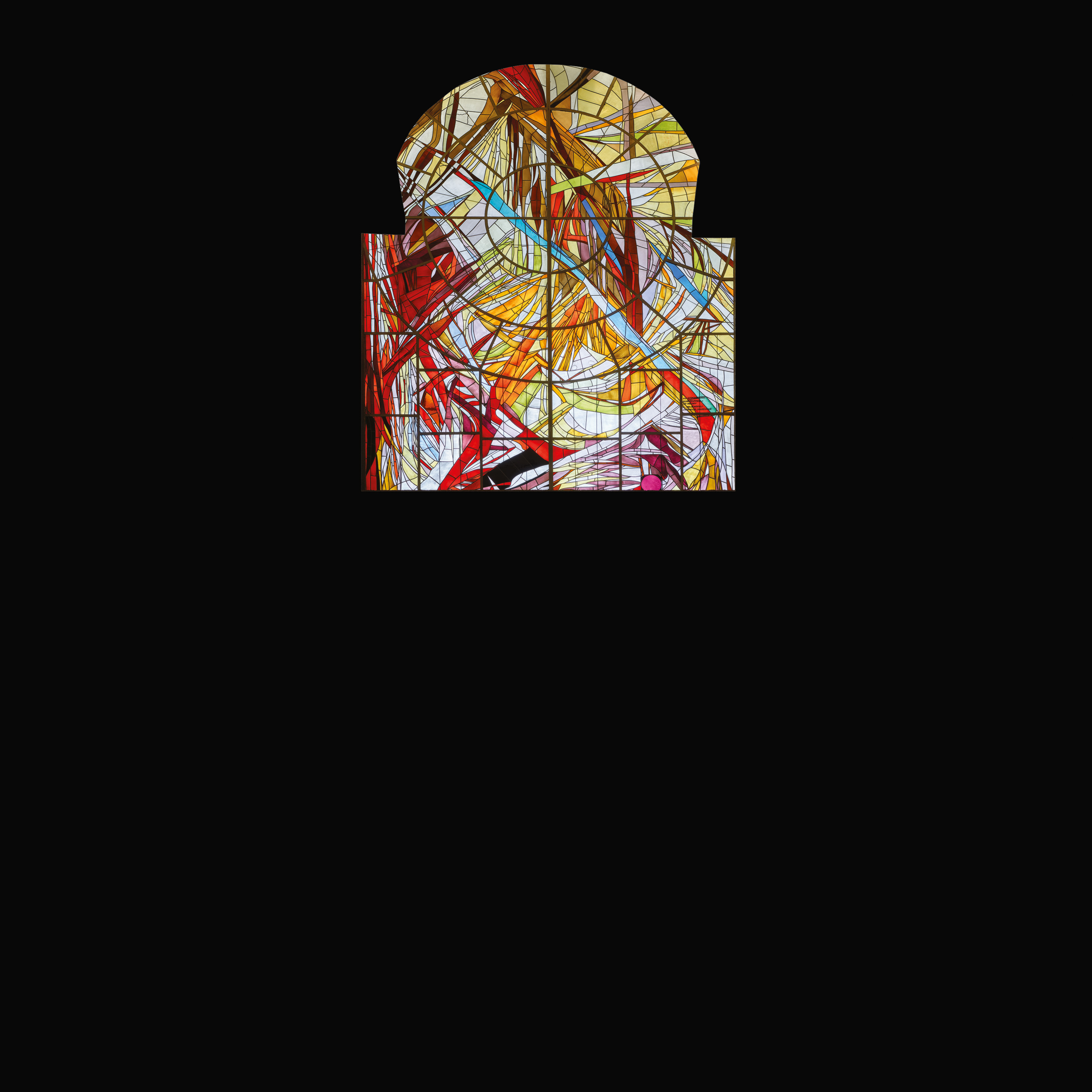
Witraż II.2021. Kościół św. Jana Bosko w Poznaniu, ul. Warzywna 17

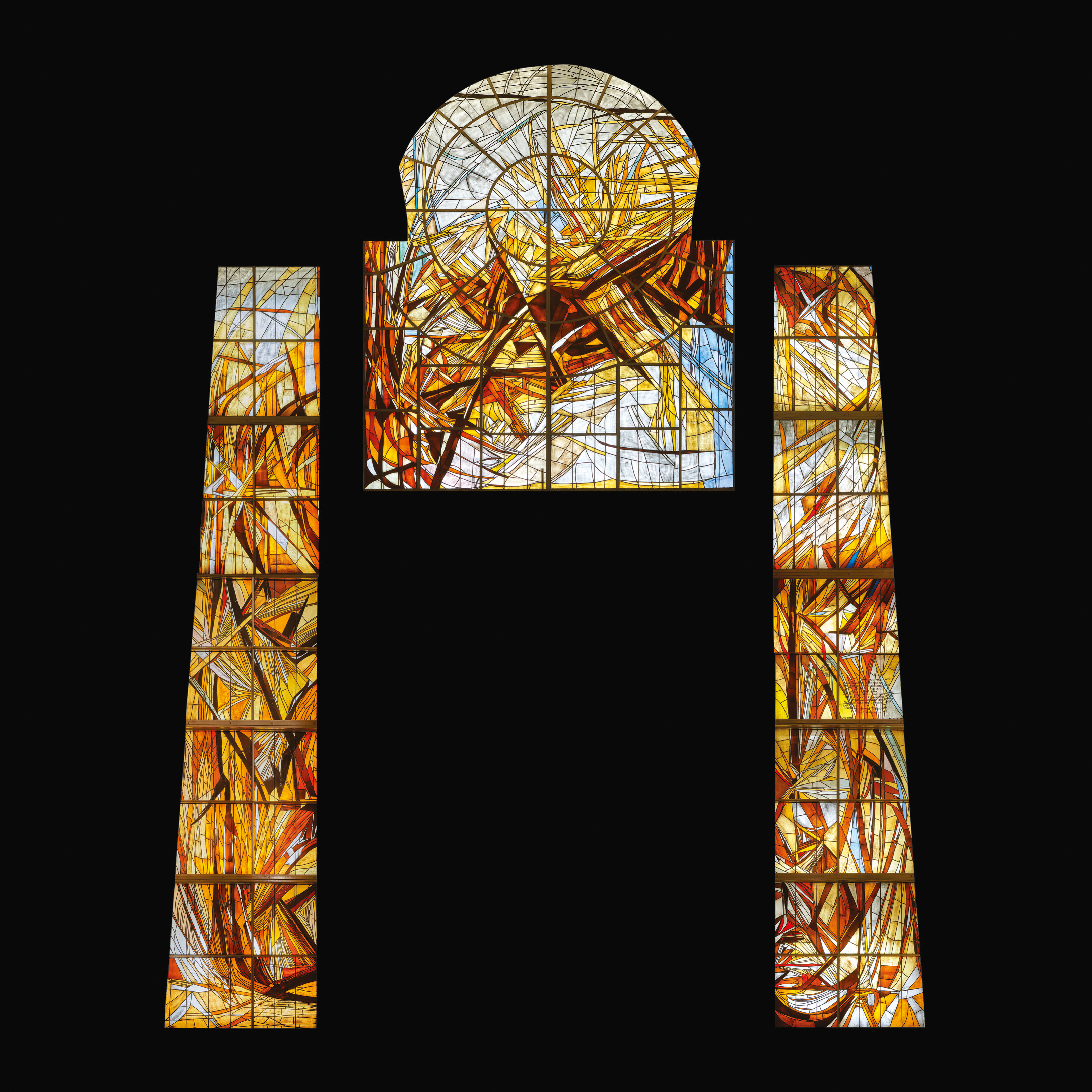
Witraż III.2021. Kościół św. Jana Bosko w Poznaniu, ul. Warzywna 17

Witraże w kościele św. Jana Bosko w Poznaniu - to zespół dziesięciu witraży, znajdujący się w górnym kościele świątyni, zaprojektowany przez Sabinę Szałapską-Pyziak, wykonany przez poznańskiego witrażystę Michała Kośmickiego w 1991 roku . 

## Historia
Kościół św. Jana Bosko w Poznaniu to dwupoziomowa świątynia zbudowana w latach 1977-1982 według projektu arch. Jana Kopydłowskiego przy ul. Warzywnej 17 w Poznaniu. Witraże, przeznaczone dla górnego kościoła, stanowią przykład realizacji artystycznej wpisanej w spójną formalnie architekturę i odgrywają pierwszoplanową rolę w wystroju wnętrza o zamierzonej surowej estetyce. Stanowią abstrakcyjne kompozycje, które zawierają także  elementy figuratywne.

## Opis

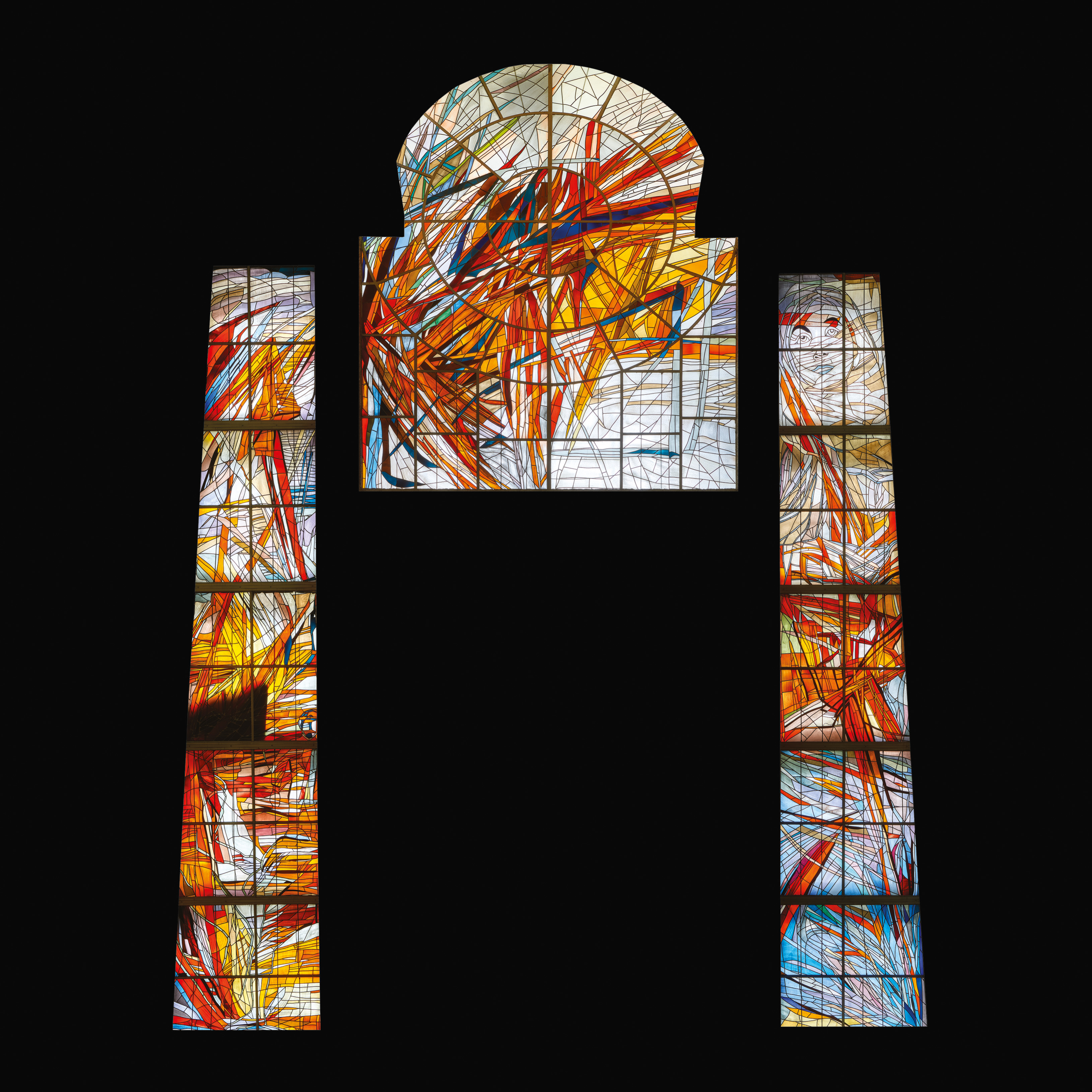
Witraż IV, 2021. Kościół św. Jana Bosko w Poznaniu, ul. Warzywna 17

Każdą z trzech ścian (prezbiterium i obie ściany boczne) wypełniają okienne triady: witraż centralny w kształcie półkoliście zamkniętego kwadratu (o boku 5,5 m) flankowany jest parą 13-metrowej wysokości prostokątów; ścianę nad wejściem wypełnia okno centralne. Złocisto-brązowe witraże w prezbiterium obrazują w założeniu autorki emanację nadprzyrodzonej, oczyszczającej energii, która płynie od rzeźby Chrystusa Zmartwychwstałego umieszczonej w ołtarzu głównym, zaprojektowanej przez Jacka Jagielskiego w 1988 roku. Witraże bocznych ścian kościoła odnoszą się do tematyki salezjańskiego charyzmatu św. Jana Bosko. Zielono-szmaragdowa triada na ścianie lewej (od wejścia) odnosi się do snu św. Jana Bosko o dwóch kolumnach: niższej zwieńczonej figurą Marii Niepokalanej – Immaculaty, a wyższej z hostią. W stronę kolumn zmierzają okręty zmagające się z potęgą natury i wrogami Kościoła. Grozę morskiego żywiołu równoważy obecność Marii pokonującej zło w postaci węża. Okno centralne ma eucharystyczne znaczenie. Czerwone witraże na prawej ścianie łączą świat ziemski (profanum) z niebiańskim (sacrum) - odnoszą się do pracy wychowawczej św. Jana Bosko z trudną młodzieżą. W jego działalności, oprócz codziennych powinności, istotna była również zabawa i płynąca z niej radość, co uosabiają chłopcy grający w piłkę; dziewczęca Maria czuwa nad rozwojem młodzieży i łączy oba światy; w oknie centralnym zostaje wyrażona nadprzyrodzona pełnia boskiej miłości. Okno centralne ze ściany nad wejściem, odmienne w swej kolorystyce, obrazuje nieustający ruch, chaos, z którego wyłania się człowiecza refleksja nad współczesną kondycją religii i dążenie do przewartościowania skostniałych prawd w poszukiwaniu spełnienia.
Witraże wykonała poznańska firma Michała Kośmickiego. Zastosowano tu metodę patynowania (dynamiczne narzucanie patyny – action painting). 